# 木曽川港駅
木曽川港駅（きそがわこうえき）は、現在の愛知県一宮市北方町にあった、名古屋鉄道尾西線の貨物駅。

## 歴史
現在の玉ノ井駅から先にあった廃止区間（玉ノ井駅・木曽川港駅間）に存在した駅で、木曽川の石材運搬の舟運に連絡し、石材運搬を行うための貨物駅であった。そのため木曽川の堤防（御囲堤）を越える必要があり、堤防をスイッチバックで乗り越えていた。
貨物駅であるため旅客列車は通常乗入れなかったが、水泳客向けの臨時列車が当駅まで運行されることもあった。
- 1918年（大正7年）5月1日 - 尾西鉄道により木曽川橋駅・当駅間が貨物線として開業した際に開設。
- 1922年（大正11年）7月10日 - 新一宮駅・当駅間が電化。
- 1925年（大正14年）8月1日 - 買収により名古屋鉄道尾西線の駅となる。
- 1944年（昭和19年）3月21日 - 奥町駅・当駅間が不要不急路線に指定され休止。
- 1959年（昭和34年）11月25日 - 休止中の玉ノ井駅・当駅間の廃止に伴い廃駅。

## 配線図
|            | 木曽川港駅 - 木曽川橋駅 構内配線略図（1943年） | → 新一宮方面 |
| 凡例 出典: |                                                |              |

## 現在
- 駅跡は河川敷であるが、開渠の跡がわずかに残っている。
- スイッチバックの地点は名鉄名古屋本線木曽川堤駅から堤防下流側へ約200m。木曽川港駅跡は名鉄名古屋本線木曽川堤駅から堤防下流側約500m付近の河川敷内。